# Sten Stensen
Sten Einar Stensen (ur. 18 grudnia 1947 w Drammen) – norweski łyżwiarz szybki, wielokrotny medalista olimpijski, mistrzostw świata i Europy.

## Kariera
Specjalizował się w długich dystansach. Pierwsze sukcesy w karierze osiągnął w 1972 roku, kiedy zdobył dwa medale podczas igrzysk olimpijskich w Sapporo. Wystartował tylko w biegach na 5000 i 10 000 m i w obu zajął trzecie miejsce. Na krótszym dystansie lepsi byli Holender Ard Schenk oraz inny Norweg, Roar Grønvold, a na dłuższym wyprzedzili go Schenk i jego rodak, Kees Verkerk. W tym samym roku był też czwarty na mistrzostwach świata w Oslo, walkę o medal przegrywając z Janem Bolsem z Holandii. W dwóch kolejnych latach był odpowiednio drugi na mistrzostwach świata w Deventer oraz najlepszy podczas mistrzostw świata w Inzell, a w 1975 roku zwyciężył na mistrzostwach Europy w Heerenveen. W 1976 roku wziął udział w igrzyskach w Innsbrucku, gdzie zwyciężył w biegu na 5000 m, a na dystansie 10 000 m był drugi. Srebrne medale przywiózł również z rozgrywanych w tym samym roku mistrzostw świata w Heerenveen i mistrzostw Europy w Oslo. Rok później był trzeci na mistrzostwach świata w Heerenveen, przegrywając tylko z Amerykaninem Erikiem Heidenem oraz swym rodakiem Janem Egilem Storholtem. Blisko medalu był też podczas mistrzostw Europy w Larvik w 1977 roku, jednak przegrał walę o podium z Amundem Sjøbrendem i zakończył rywalizację na czwartym miejscu. Ostatni medal zdobył na mistrzostwach Europy w Oslo w 1977 roku, gdzie był drugi za Siergiejem Marczukiem z ZSRR.
W latach 1974 i 1976 otrzymywał Nagrodę Oscara Mathisena. Ustanowił dwa rekordy świata.
Po zakończeniu kariery pracował jako komentator dla telewizji, był też żołnierzem.

### Mistrzostwa świata
- Mistrzostwa świata w wieloboju
  - złoto – 1974
  - srebro – 1973, 1976
  - brąz – 1977